# Gram duszy
Gram duszy – drugi album studyjny polskiej wokalistki Natu. Wydawnictwo ukazało się 20 września 2010 roku nakładem wytwórni muzycznej Mystic Production. Okładkę płyty i sesję zdjęciową wykonał Jacek Poremba. W ramach promocji do utworu „Gwiazdy” został zrealizowany teledysk, który wyreżyserował Filip Kabulski. Płyta zadebiutowała na 43. miejscu listy OLiS w Polsce.
W 2011 roku album uzyskał nominację do nagrody polskiego przemysłu fonograficznego Fryderyka w kategorii „najlepszy album hip-hop/R&B/reggae”.

## Lista utworów
Opracowano na podstawie materiału źródłowego.
1. „Gwiazdy” – 4:24
2. „Gram duszy” – 4:46
3. „Cisza” – 5:19
4. „Pchła Muskczak” – 3:54
5. „Grzebień” (oraz Stanisław Sojka) – 3:48
6. „Kąpiele w błocie” – 6:40
7. „Love Manufacture” – 4:53
8. „Joy in Her Belly” (oraz Paulina Przybysz) – 4:38
9. „O człowieku” – 3:29
10. „Natalala robot” – 2:11
11. „Ocean Prayer” – 3:19

## Twórcy
Opracowano na podstawie materiału źródłowego.
| - Natu – produkcja muzyczna, wokal prowadzący - Envee – produkcja muzyczna - Jurek Zagórski – produkcja muzyczna, gitara - Dominik Trębski – produkcja muzyczna, trąbka - Hubert Zemler – perkusja | - Wojtek Traczyk – gitara basowa - Piotr Zabrodzki – instrumenty klawiszowe - Paulina Przybysz – gościnnie wokal - Stanisław Sojka – gościnnie wokal - Jacek Poremba – zdjęcia |